# 哭贴
哭贴，又稱夜哭貼或顛倒驢，是一种流傳於中國北方的巫术仪式，類似符咒，很多人认为这有助于制止婴儿夜惊、夜哭等。

## 仪式
依地區略有不同，哭贴的形式通常是一张黄纸或紅紙，上书下面的内容：
```
天惶惶，地惶惶，我家有个夜哭郞，过路君子念三遍，一觉睡到大天亮。
```

由于各地方言文化的不同，哭贴中一些字有所差别，如：“惶”字，有用“皇”的；“路过君子”有做“过往君子”甚至“正人君子”等。
写成的哭贴通常贴在白天有人经过的街道上，如墙壁、树上、電線桿等处。
在陝北流行的作法則是在嬰兒哭鬧時，用黄裱纸剪成一头驴，吊在树上，并口念上述咒语。

## 发源
有学者认为，这一习俗可能源自“蔡裔殒盗，张辽止啼”典故的演变，随“张辽止啼”四言韵语成为幼童启蒙读物，再到古代妇女夜晚无助时求助于“夜哭贴”。

## 玄學觀點
中国民间不少人认为，婴幼儿可以看到成人无法看到的神秘事物（鬼魅），并因此受惊而夜哭不止，有鉴于此，很多人认为这种类似巫术的做法比用医等通常意义上的“科学方法”会更有针对性一些。中国民间的很多人，特别是老年人，对于此“疗法”的有效性深信不疑。
有学者凭由思念引发打喷嚏的说法联想到，过路君子念“夜哭贴”是否会发出某种“意识流”而止小儿啼哭。此说法引发争论与一些批评。
金鎖玉關的觀點：
六白方……亥砂天皇皇，家生夜啼郎……亥水塘，方團汪，天生小兒夜啼郎；天皇皇，地皇皇，不犯亥水壽命長。——二十四山經文

## 科學观点
但从科学的观点来看，此措施的有效性尚无可靠证明，虽然有很多人坚称采用了哭贴后，孩子夜哭确实停止了，但考虑到当小儿夜哭时，父母都会在张贴“哭贴”之外同时采用其他很多不同的措施，如安抚、就医、限制白天活动量等，因此还是无法证明是哪一种措施真正起了作用，也没有听说有采用了有效控制的实验来证实“哭贴”的实际作用。但尽管如此，“哭贴”仍然在民间广为流传。

## 分佈
主要流傳於中國北方，和陝北剪紙藝術有所結合。也曾流傳於台灣的閩南和客家人間，但現已罕見。